# Michael Gove
Michael Andrew Gove (ur. 26 sierpnia 1967 w Edynburgu) – brytyjski polityk i dziennikarz, członek Partii Konserwatywnej, w latach 2005–2024 poseł do Izby Gmin. W gabinecie Davida Camerona minister edukacji (2010–2014), główny whip Partii Konserwatywnej w Izbie Gmin (2014–2015), minister sprawiedliwości i Lord kanclerz (2015–2016). W latach 2017–2019 minister środowiska, żywności i spraw wsi w drugim gabinecie Theresy May. Od 2019 do 2021 kanclerz księstwa Lancaster w gabinecie Borisa Johnsona. W latach 2021–2022 oraz 2022–2024 minister do spraw wyrównywania szans, mieszkalnictwa i społeczności.

## Życiorys

### Młodość i wykształcenie
Gove został adoptowany przez rodzinę z Aberdeen, gdy miał 4 miesiące. Jego ojciec pracuje w przemyśle rybnym. Matka była zatrudniona w laboratorium Uniwersytetu Aberdeen. Wykształcenie zdobywał w publicznych i prywatnych szkołach w Aberdeen, m.in. w Robert Gordon's College. W latach 1985–1988 studiował anglistykę w Lady Margaret Hall na Uniwersytecie Oksfordzkim. Na studiach był prezesem Oxford Union.

### Kariera zawodowa
Po studiach rozpoczął karierę dziennikarską. Początkowo pracował, m.in. w The Daily Telegraph oraz w stacjach radiowych i telewizyjnych STV, BBC i Channel 4. W 1996 został dziennikarzem The Times. Opracowywał m.in. cotygodniową kolumnę poświęconą polityce i sprawom bieżącym. W tym czasie opowiadał się, m.in. za przywróceniem w Wielkiej Brytanii kary śmierci. Popierał również udział swojego kraju w II wojnie w Zatoce Perskiej. Jest autorem m.in. biografii Michaela Portillo oraz krytyczne studium północnoirlandzkiego procesu pokojowego The Price of Peace, za którą to książkę uzyskał Charles Douglas-Home Prize. W 1995 zagrał szkolnego kapelana w filmie A Feast at Midnight.

### Działalność polityczna
Jako nastolatek był zwolennikiem Partii Pracy. Uczestniczył w jej kampanii przed wyborami parlamentarnymi w 1983.
Z Partią Konserwatywną jest związany od czasu studiów. W 2003 został nominowany na  kandydata tej partii w najbliższych wyborach parlamentarnych w okręgu Surrey Heath, w hrabstwie Surrey. W 2005 został wybrany do Izby Gmin jako reprezentant tego okręgu. Tam też uzyskiwał reelekcje w latach 2010, 2015, 2017 i 2019,
W 2007 został członkiem gabinetu cieni jako minister do spraw dzieci, szkół i rodzin. Po wyborczym zwycięstwie konserwatystów został w 2010 ministrem edukacji w gabinecie Davida Camerona. Zajmował ten urząd do rekonstrukcji rządu w lipcu 2014, kiedy to został przeniesiony na stanowisko głównego whipa konserwatystów. Po wyborach w 2015 roku powrócił na rok do gabinetu jako minister sprawiedliwości i Lord kanclerz. Podczas kampanii przed referendum w 2016, należał do czołowych zwolenników wystąpienia Zjednoczonego Królestwa z Unii Europejskiej. W latach 2017–2019 był ministrem środowiska, żywności i spraw wsi w drugim gabinecie Theresy May. 24 lipca 2019 został przez nowego premiera Borisa Johnsona powołany na stanowisko kanclerza księstwa Lancaster, które sprawował do 15 września 2021. Został wówczas ministrem ds. wyrównywania szans, mieszkalnictwa i społeczności. 6 lipca 2022 został odwołany z tego urzędu w wyniku konfliktu z premierem, dotyczącym dalszego kierowanie przez niego rządem i Partią Konserwatywną. Ponownie zajmował to stanowisko w gabinecie Rishiego Sunaka.
Dwukrotnie: w 2016 i 2019 – odpowiednio po rezygnacjach Davida Camerona i Borisa Johnsona, bezskutecznie ubiegał się o przywództwo w Partii Konserwatywnej.
Nie kandydował w wyborach parlamentarnych w 2024.

## Życie prywatne
W 2001 poślubił koleżankę z Timesa Sarah Vine, z którą ma dwoje dzieci. Małżeństwo zakończyło się rozwodem w 2021.

## Publikacje
- Michael Portillo. The Future of the Right (1995)
- The Price of Peace (2000)
- A Blue Tomorrow - A New Visions for Modern Conservatives (2001, red. wspólnie z Edwardem Vaizeyem i Nicholasem Bolesem)
- Celsius 7/7 (2006)